# Élections législatives cap-verdiennes de 1980
Des élections législatives se sont tenues au Cap-Vert le 7 décembre 1980. Le Parti africain pour l'indépendance de la Guinée et du Cap-Vert, parti unique remporte les élections avec 93 % des voix ; la participation électorale s'élève à 75 % de la population.

## Résultat
| Parti                                                          | Votes   | %   | Sièges |
| -------------------------------------------------------------- | ------- | --- | ------ |
| Parti africain pour l'indépendance de la Guinée et du Cap-Vert | 141 244 | 93  | 63     |
| Contre                                                         | 10 631  | 7   | -      |
| Total                                                          | 151 875 | 100 | 63     |

### Source
- (en) Cet article est partiellement ou en totalité issu de l’article de Wikipédia en anglais intitulé « Cape Verdean parliamentary election, 1980 » (voir la liste des auteurs).